# Romain Racine
Romain Racine, né le 7 janvier 1997, est un coureur cycliste français spécialiste du BMX.

## Biographie
Il passe un BAC pro électrotechnique avant de se consacrer au BMX[réf. souhaitée].
En 2013, il est au BMX Club d’Éragny.
À 18 ans, il s'installe en région parisienne et passe son diplôme d'entraineur au Vélodrome de Saint-Quentin-en-Yvelines,. Il intègre l'équipe de Lempdes BMX Auvergne.

## Palmarès

### Championnats du monde
- Rotterdam 2014
  -  Médaillé de bronze du BMX juniors[4]
- Zolder 2015
  -  Médaillé de bronze du BMX juniors[5]

### Coupe du monde
- 2021 : 8e du classement général, avec un podium[6] (2e) pour la sixième manche[7].
- 2023 : 41e du classement général

### Championnats d'Europe
- Besançon 2023
  -  Médaillé d'argent du contre-la-montre par équipes en BMX
  -  Médaillé de bronze du BMX

### Championnats de France
- 2015
  -  Champion de France de BMX juniors
  -  Champion de France du contre-la-montre en BMX juniors
- 2023
  - 3e du contre-la-montre BMX